# Wheeler Dealers : Occasions à saisir
 (mars 2022).
Pour le film de cinéma sorti en 1963, voir The Wheeler Dealers.
Wheeler Dealers : Occasions à saisir (titre original en anglais : Wheeler Dealers) est une émission de télévision britannique consacrée à l'automobile, diffusée depuis le 7 octobre 2003 sur Discovery Channel en Angleterre. En France, l'émission est diffusée sur RMC Découverte et Discovery Channel depuis 2014. En Belgique francophone, elle est diffusée sur ABXplore.
En avril 2013, une série dérivée intitulée Wheeler Dealers: Trading Up est créée, dans laquelle le présentateur Mike Brewer parcourt le monde à la recherche d'automobiles d'occasion. En France, cette émission est diffusée à partir du 4 juillet 2016 sur RMC Découverte.
Une version française, intitulée Wheeler Dealers France, est diffusée depuis le 10 octobre 2016 sur RMC Découverte.

## Concept
| - Mike Brewer - Edd China |

Présenté par le concessionnaire Mike Brewer et le mécanicien Edward « Edd » China, chaque épisode est consacré à une voiture d'occasion depuis sa recherche et son achat jusqu'à sa revente après sa remise en état. Les épisodes sont ouverts par Mike Brewer qui suit le cheminement d'un acheteur à la recherche d'un modèle particulier de voiture d'occasion sur internet. Après avoir restreint sa recherche, il prend contact avec les vendeurs, inspecte minutieusement le véhicule et l'essaie, puis en négocie le prix.
Mike Brewer confie la voiture à l'atelier mécanique de Edd China et lui fixe un budget pour les réparations, budget basé sur le prix d'achat et la cote du marché pour pouvoir tirer un bénéfice de l'opération. Détaillant chaque étape à la caméra, Edd China répare le véhicule à l'aide de pièces détachées souvent négociées par Mike Brewer.
Une fois la voiture remise en état, celle-ci est testée par les deux présentateurs puis mise en vente sur les sites d'annonces (ou de collectionneurs) à un tarif qui prend en compte la restauration hors main-d'œuvre — normalement couverte par la marge réalisée. Finalement, chaque vente est négociée par Mike Brewer.
Le 21 mars 2017, Edd China annonce sur sa chaîne YouTube qu'il ne participera plus à l'émission à la suite de divergences d'opinion avec la direction du programme. Il est remplacé par Ant Anstead (en) de la saison 14 à la 16. Le 2 novembre 2020, il annonce qu'il quitte le programme.

## Présentateurs
- Mike Brewer (VF : Philippe Bozo puis Benoît Rivillon)
- Edward « Edd » China (VF : Antoine Nouel puis Jérôme Keen) : 2003 - 2017 (saisons 1 à 13)
- Ant Anstead (en): à partir d'octobre 2017
- Marc Priestley (it): à partir de 2021 (saison 17)
- Voix off : Jean-François Bordier